# 新生児取り違え
新生児取り違え（しんせいじとりちがえ）とは、新生児が出生直後に何らかの要因で、別の新生児と入れ替わることである。過失による事故の場合と、故意による事件の場合がある。

## 主な事例
1953年（昭和28年）3月30日に東京都墨田区の賛育会病院で産まれた男性が、13分後に生まれた別の新生児と取り違えられてしまい、本来なら裕福な世帯で育つはずだったが、生活保護を受給するほど貧乏な家庭で育ち、中学卒業後に町工場で働きながら定時制高校に通う生活を強いられた。男性が60歳となった2013年11月、東京地方裁判所は病院に総額3800万円（本人に3200万円、実の兄弟3人に200万円ずつ）の支払いを命じた。この男性のケースは、取り違え先の家族（実の兄弟）からの連絡で取り違えが判明したものであり、実の両親はすでに他界していた。
また、1958年（昭和33年）4月10日に東京都墨田区にあった都立墨田産院で産まれた男性が、取り違えを理由に東京都を相手に損害賠償を求めた裁判も存在し、それは2006年10月12日に東京高等裁判所で総額2000万円（本人に1000万円、これまで両親と考えられてきた夫婦に500万円ずつ）の支払が命じられている。この件は、本人がA型、父親がO型の血液型であり、それまで血液型不明だった母親がB型であることが判明したことを契機に、2004年にDNA検査を実施したところ、父子関係も母子関係も否定されたことから取り違えが発覚したものである。そのため、取り違えられた男性は、実の両親についての情報を得ておらず、東京都も非協力的であったため、2021年11月5日に都を相手取り調査の実施等を求めて東京地裁に提訴した。
新生児の取り違えは子供の性別が同じケースがほとんどであるが、まれに性別の異なる新生児を取り違えるケースもある。実例では、タイ南部のトラン県で2006年当時10歳（1995年～1996年生まれで）であった男児と女児が取り違えられていたことが発覚した。成長過程で違和感を訴えたり、母同士が遠い親戚であったことで発覚する例もある。

## 防止対策
例えば、出生直後に新生児に母子標識（バンド）を装着するといった方法がある。他に、もっと単純な方法として、出生直後に分娩室内で、何らかの無害な顔料を用いて、新生児の身体に名前を直接記入する。名前が決まっていない場合には、母親の名前を記入するなどする。さらに、複数の方法を併用することで確実性を上げることもできる。例えば、仮に新生児に付けたタグが何らかの理由で外れた時でも、身体に名前が記入されているのでミスを防止できる。逆に、仮に身体に直接記入した名前が沐浴などで消えたとしても、タグを付けているのでミスを防止できる。

## 新生児取り違えを題材にした作品

### 小説・ノンフィクション
- ねじれた絆 - 1971年にアメリカ統治下の沖縄で実際に発生し、1977年に発覚した事故を題材としている。
- ポテチ - 2007年出版の伊坂幸太郎による小説。2012年に映画化された。
- 獏の耳たぶ - 2017年出版の芦沢央による小説。片方の母親が新生児を故意にすり替えている。

### テレビドラマ・映画
- わが子は他人 - 1974年にTBS系列『木下恵介アワー』で放送されたドラマ。
- 赤い運命 - 1976年にTBS系列で放送されたドラマ。
- ありがとうパパ - 1977年に日本テレビ系列で放送されたドラマ。
- 母と呼ばれて - 東海テレビ制作昼の帯ドラマにおいて1984年1月～3月に放送されたドラマ。
- 乳姉妹 - 1985年にTBS系列で放送されたドラマ。
- 運命の森 - 東海テレビ制作昼の帯ドラマにおいて1994年に放送されたドラマ。
- 幸福の明日 - 東海テレビ制作昼の帯ドラマにおいて2000年秋クールに放送されたドラマ。
- 秋の童話 - 2000年に韓国KBSで放送されたドラマ。
- 冬の輪舞 - 東海テレビ制作昼の帯ドラマにおいて2005年冬クールに放送されたドラマ。
- スイッチ 〜運命のいたずら〜 - アメリカで放映されたドラマ。
- そして父になる - 2013年公開された是枝裕和監督の映画。
- パラレル・マザーズ - 2021年制作のスペイン映画。

### 漫画・アニメ
- キン肉マン - キン肉星王位争奪編にて、キン肉スグルが病院内の火災が原因によるその他の5人の新生児との取り違え疑惑があることを理由に、5人の王位継承候補者と戦うことになる。
- 金田一少年の事件簿 飛騨からくり屋敷殺人事件 - 長編エピソードの1つ。犯人の手により、故意にすり替えられた。すり替えられた乳児はのちに犯人に殺害され、遺体の一部は偽装トリックに使われた。アニメ化・ドラマ化もされた。
- さすらいの太陽 - 1970年頃の漫画・アニメ。故意によるすり替え。
- ジョジョの奇妙な冒険 ストーンオーシャン - 故意によるすり替え。ストーリーに深く関わっている。
- 南国少年パプワくん - 故意によるすり替え。物語終盤、復讐心により起こった。
- カッコウの許嫁 - 物語冒頭、病院側の手違いにより発生。
- クレヨンしんちゃん もののけニンジャ珍風伝 -2022年のアニメ映画。